# Apiomorpha annulata
Apiomorpha annulata är en insektsart som beskrevs av Walter Wilson Froggatt 1930. Apiomorpha annulata ingår i släktet Apiomorpha och familjen filtsköldlöss. Inga underarter finns listade i Catalogue of Life.